# Julien Gros
Pas d'image ? Cliquez ici

a Compétitions nationales et continentales officielles uniquement.

Dernière mise à jour le 23 août 2016.
Julien Gros, né le 20 juillet 1991, est un joueur de rugby à XV français qui évolue au poste de demi d'ouverture ou d'arrière.

## Biographie
Il évolue dans les équipes de jeunes du CSBJ puis dans l'équipe Reichel. 
En fin de saison 2010-2011, il intègre le groupe des joueurs professionnels du Club sportif Bourgoin-Jallieu rugby. Il dispute son premier match avec l'équipe première face au Montpellier HR en tant que titulaire. Il fait ensuite une apparition au Stade Ernest-Wallon face au Stade toulousain. En Pro D2, après un début de saison compliqué, il obtient sa première titularisation contre le RC Narbonne.

À la fin de la saison 20012-2013, il quitte de CSBJ et s'engage à l'US Carcassonne également en Pro D2. Pour la saison 2016-2017 il rejoint les rangs de l'US bressane en Fédérale 1